# Electroscincus zedi
Electroscincus zedi (лат.) — ископаемый вид сцинковых ящериц, описанный в 2024 году Х. Д. Дасой с соавторами по ископаемым остаткам из бирманского янтаря, датируемым серединой мелового периода (поздним альбом — ранним сеноманом). Голотип представляет собой две отделённые друг от друга чешуи, остеодермы, кости конечностей и четыре хвостовых позвонка, принадлежащих одной взрослой или полувзрослой особи. По сообщению авторов, на момент своего описания является единственным известным ископаемым чешуйчатым, имеющим сложные циклоидные остеодермы, которые характерны для современных сцинков, а также самым древним представителем семейства. Родовое название образовано от лат. electum, «янтарь» и scincus, «сцинк». Видовое название отсылает к колоколобразным ступам в буддийских храмах Мьянмы, в которых хранят реликвии, что напомнило авторам янтарь, хранящий ископаемые остатки этого вида.